# Kristina Koljaka
Kristina Koljaka też jako: Kristina Hoshi (ur. 6 czerwca 1915 w Kavajë, zm. 21 października 2005 w Chicago) – albańska rzeźbiarka.

## Życiorys
Córka Janiego Koljaki i Angji z d. Bidoshi. W roku 1934 ukończyła naukę w liceum artystycznym w Tiranie, a w 1938 podjęła studia w Accademia di Belle Arti di Roma, w klasie rzeźby pod kierunkiem Gianni Angelo. Po przejęciu władzy przez komunistów, Koljaka pracowała w przedsiębiorstwie państwowym, zajmując się projektowaniem plakatów. Od 1950 uczyła rysunku w liceum artystycznym Jordan Misja w Tiranie. W 1960 razem z grupą rzeźbiarzy (Shaban Hadëri, Guri Madhi, Vilson Kilica) utworzyła pierwszą klasę rzeźby w Instytucie Sztuk Pięknych w Tiranie. Była pierwszą znaną albańską rzeźbiarką.
Pierwszą rzeźbą Koljaki zaprezentowaną publicznie był marmurowy pomnik Mój Przyjaciel, który powstał w 1941 w czasie studiów rzymskich. Po zakończeniu wojny tworzyła rzeźby monumentalne, a także sceny z życia robotników. Powstały w 1951 kilkumetrowy pomnik Lenina wykonany z brązu stanął w centrum Tirany.

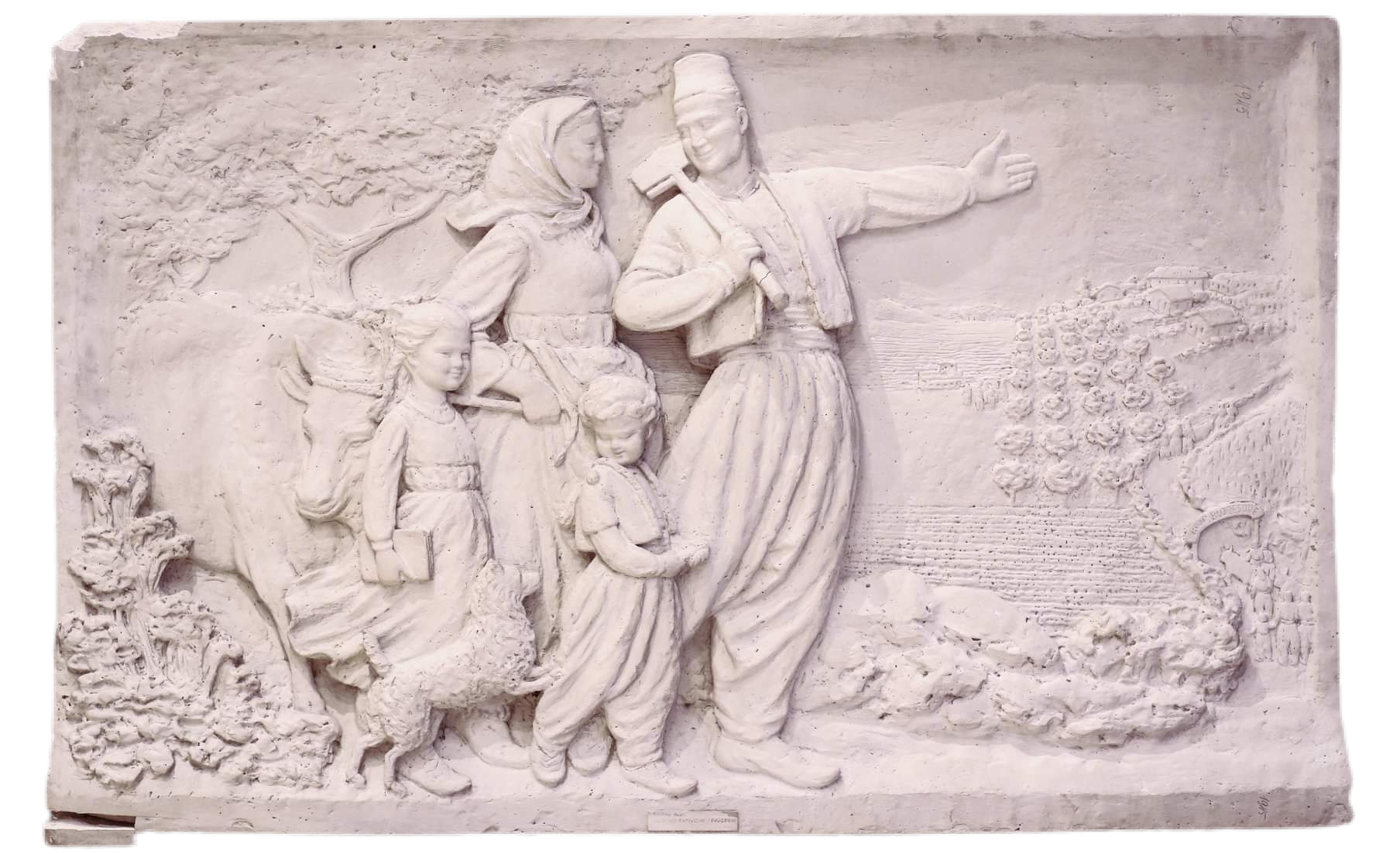
Płaskorzeźba Kolektywizacja (1958)

Ostatnie lata życia spędziła w Stanach Zjednoczonych, gdzie zmarła w roku 2005. Siedem prac Koljaki znajduje się w zbiorach Narodowej Galerii Sztuki w Tiranie. Imię rzeźbiarki noszą ulice w Tiranie (dzielnica Allias) i w Kavajë.
Była mężatką (mąż Petrit Hoshi), miała syna Saimira.